# Marktrisikoprämie
Die Marktrisikoprämie ist in der Finanzierungstheorie und im Finanzwesen die Differenz zwischen der erwarteten Rendite eines risikobehafteten Finanzinstruments und dem risikofreien Zinssatz.

## Allgemeines
Finanzinstrumente sind beispielsweise Aktien, Anleihen oder andere, einen Kapitalertrag abwerfende Handelsobjekte des Geld- und Kapitalmarkts. Die Marktrisikoprämie kann auch für Investitionen und Unternehmensbewertungen ermittelt werden.
Das Marktrisiko ist die Verlustgefahr, die bei einer negativen Marktentwicklung der Kurse droht. Die Marktrisikoprämie ist also eine vom Risikoträger zu übernehmende Risikoprämie, beispielsweise die Differenz zwischen der Rendite einer öffentlichen Anleihe und der Aktien- oder Dividendenrendite. Sie entspricht der zusätzlichen Rendite, mit welcher der Geld- oder Kapitalmarkt die Übernahme des Marktrisikos im Vergleich zur risikolosen Anlage vergütet.
Nach dem Capital Asset Pricing Model bestehen die Eigenkapitalkosten aus dem risikofreien Zinssatz und einer Risikoprämie, die sich durch Multiplikation der Marktrisikoprämie mit dem systematischen Risiko des Emittenten (Betafaktor) ergibt. Als risikofreier Zinssatz gilt der Nominalzins von mit Triple A gerateten Staatsanleihen.

## Berechnung
Die Eigenkapitalverzinsung eines Finanzprodukts (Aktien, Anleihen) oder einer Investition (Unternehmenskauf) ergibt sich aus dem risikofreien Zinssatz, der Marktrisikoprämie und dem Betafaktor der vorzunehmenden Geldanlage oder Investition.
Ausgangspunkt ist der Betafaktor, der die Kovarianz zwischen der Rendite des zu bewertenden Finanzinstruments und der Marktrendite {\displaystyle \sigma _{iM}} im Verhältnis zur Schwankung der Rendite des Gesamtmarkts {\displaystyle \sigma _{M}^{2}} misst, so dass formal gilt:
{\displaystyle \beta ={\frac {\sigma _{iM}}{\sigma _{M}^{2}}}}.
Der Betafaktor ist insofern ein relatives Risikomaß.
Die Eigenkapitalkosten {\displaystyle k_{s}} ergeben sich aus der risikolosen Rendite {\displaystyle r_{f}}, dem Erwartungswert der Rendite des Kapitalmarkts {\displaystyle E(r_{m})}, der Risikoprämie {\displaystyle E(r_{m})-r_{t}} und dem systematischen Risiko (Betafaktor) des Eigenkapitals {\displaystyle \beta }:
{\displaystyle k_{s}=r_{f}+[E(r_{m})-r_{t}]\cdot \beta },
wobei {\displaystyle \textstyle r_{M}} die Rendite eines risikobehafteten, aber breit diversifizierten Marktportfolios und {\displaystyle \textstyle r_{f}} die risikofreie Rendite darstellt. Für das risikobehaftete, breit diversifizierte Marktportfolio  kommen prinzipiell gängige Aktienindizes eines Landes (z. B. in Deutschland der DAX oder CDAX), ein Aktienindex mit Aktien aus der ganzen Welt (z. B. MSCI World oder Dow Jones Global Titans) oder noch breitere Portfolios (z. B. inkl. Commodities und Anleihen) in Frage. Der zweite Term, der risikofreie Zinssatz, sollte dabei in der gleichen Währung, mit der gleichen bzw. ähnlichen Laufzeit und unter vergleichbaren Marktliquiditätsaspekten bestimmt werden wie das Marktportfolio (zur Ermittlung des risikofreien Zinssatzes siehe Basiszinskurve).
Die Marktrisikoprämie lässt sich formal nicht ohne den Betafaktor ermitteln. Bei einem erstklassig gerateten Unternehmen ist der Betafaktor gleich „null“.
Die Marktrisikoprämie entspricht mithin dem Unterschied zwischen der erwarteten Rendite eines Finanzinstruments und der risikofreien Rendite {\displaystyle r_{f}}:
{\displaystyle E(r_{m})-r_{f}}.

## Höhe der Marktrisikoprämie
Die Marktrisikoprämie ist positiv, sofern man von risikoaversen Marktteilnehmern ausgeht. Über die Höhe und zeitliche Schwankung gibt es diverse empirische Studien. Folgende Kernergebnisse lassen sich hierbei festhalten:
- Die Marktrisikoprämie liegt bei etwa 3–7 %, wobei die meisten Studien die  Marktrisikoprämie anhand nationaler Aktienindizes messen (siehe für Deutschland insbesondere Stehle[10] und im internationalen Vergleich[11]).
- Die Marktrisikoprämie ist keine konstante Größe, sondern schwankt über die Zeit, d. h. mit dem Grad der Risikoaversion der Marktakteure. Sie liegt in volatilen Zeiten, nach Börsencrashs und in Rezessionen tendenziell höher und in Zeiten niedriger Volatilität, nach starken Kursanstiegen und in Boomzeiten tendenziell niedriger.[12]
- Die Marktrisikoprämie ist ähnlich wie der risikofreie Zinssatz laufzeitabhängig. In Zeiten niedriger Volatilität steigt sie mit der Laufzeit leicht an, während in volatilen Zeiten die kurzfristige Marktrisikoprämie deutlich über der langfristigen Prämie liegt.[13]

Es existiert kein exaktes Verfahren zur Messung der Marktrisikoprämie; unterschiedliche Methoden führen zu teilweise deutlich unterschiedlichen Ergebnissen. Es besteht allerdings in der Fachliteratur keine Einigkeit, ob die Volatilität der Marktrisikoprämie eine Ineffizienz der Märkte darstellt oder aufgrund der in bestimmten Zeiten herrschenden größeren Unsicherheit fundamental gerechtfertigt ist.

## Empirische Messung
Es gibt prinzipiell zwei Verfahren, um die Marktrisikoprämie zu messen.

### Historische Mittelwerte
Bei der historischen Messung werden Renditen von Aktien und risikofreien Anlagen über einen Zeithorizont von mehreren Jahrzehnten gemittelt. Diese Methode ist relativ einfach anzuwenden, hat allerdings zwei entscheidende Nachteile: Zum einen muss angenommen werden, dass die Marktrisikoprämie konstant ist. Bei sich im Zeitablauf ändernden Marktrisikoprämien führt z. B. eine Erhöhung der Marktrisikoprämie zu geringeren Kursen und somit einer niedrigeren historischen Marktrisikoprämie. Zum anderen sind die Standardfehler bei der Messung relativ hoch. Bei einem Zeitraum von 100 Jahren und einer mittleren Aktienvolatilität von 20 % ergibt sich z. B. immer noch ein Standardfehler von {\displaystyle \textstyle {\frac {20\,\%}{\sqrt {100}}}=2\,\%}.

### Implizite Verfahren
Implizite Verfahren basieren auf einer Invertierung gängiger Bewertungsverfahren. Im einfachen Falle ergibt sich der Wert einer Aktie aus der Dividende des nächsten Jahres {\displaystyle \textstyle (D_{1})}, der Wachstumsrate der Dividenden {\displaystyle \textstyle (g)} und den Kapitalkosten {\displaystyle \textstyle (k)} als
{\displaystyle V={\frac {D_{1}}{(k-g)}}}.
Somit können die impliziten Kapitalkosten bestimmt werden als Summe aus Dividendenrendite und Dividendenwachstum.
{\displaystyle k={\frac {D_{1}}{V}}+g}
und korrespondierend die Marktrisikoprämie unter Verwendung des CAPM über
{\displaystyle MRP={\frac {1}{\beta }}\cdot \left({\frac {D}{V}}+g-r_{f}\right)}.
Essentiell hierfür ist das Vorliegen von Dividenden- und Wachstumsprognosen und dem heutigen Wert der Aktie/des Marktportfolios.
Die meisten impliziten Verfahren benutzen eine komplexere Bewertungsformel als die oben dargestellte. Hierbei kommen insbesondere mehrperiodige Dividendendiskontierungsmodelle und Residualeinkommensmodelle zur Anwendung.

## Anwendungsgebiete
Unternehmensbewertung
Der Unternehmenswert bestimmt sich unter der Voraussetzung ausschließlich finanzieller Unternehmensziele über den Barwert der mit dem Eigentum an dem Unternehmen verbundenen Nettozuflüsse an die Unternehmenseigner. Zur Ermittlung dieses Barwerts wird ein Kapitalisierungszinssatz verwendet, der die Rendite aus einer zur Investition in das zu bewertende Unternehmen adäquaten Alternativanlage repräsentiert (vgl. IDW Standard: Grundsätze zur Durchführung von Unternehmensbewertungen.) Im Rahmen von Unternehmensbewertungen hat sich eine marktgestützte Ermittlung der Alternativrendite auf Basis des CAPM oder des Tax-Capital Asset Pricing Model (Tax-CAPM) etabliert.
Die Alternativrendite kann dabei als gewichtetes Mittel aus Eigen- und Fremdkapitalkosten ermittelt werden, wobei diese jeweils im Rahmen des CAPM bestimmt werden können über
{\displaystyle \textstyle k=r_{f}+\beta \cdot MRP}.
Vermögensallokation
Bei der Vermögensallokation ist die Marktrisikoprämie für die Entscheidung relevant, welcher Anteil des Vermögens in risikofreie Anlagen und welcher Anteil in risikorbehaftete Anlagen investiert werden sollte. Eine Marktrisikoprämie von Null bedeutet hierbei, dass risikobehaftete Anlagen im Erwartungswert die gleiche Rendite aufweisen wie risikofreie Anlagen. Risikoaverse Anleger würden bei einer Marktrisikoprämie von Null ihr gesamtes Vermögen risikofrei anlegen, je höher die Marktrisikoprämie ist, desto höher auch der Anteil, den Anleger bereit sind, in risikobehaftete Anlagen zu investieren. Umgekehrt entsteht durch Angebot und Nachfrage in einem Kapitalmarkt, in dem der durchschnittliche Marktteilnehmer risikoavers ist, automatisch eine positive Marktrisikoprämie.

## Wirtschaftliche Aspekte
Die Marktrisikoprämie ist eine der wesentlichsten Grundlagen bei Entscheidungen über Kapitalanlagen oder Investitionen (Vermögensallokation). Sowohl Marktrisikoprämien als auch Credit Spreads lassen sich an den Finanzmärkten beobachten. Das Risikomaß für systematische Risiken der Fremdkapitalgeber ergibt sich näherungsweise, indem man den Credit Spread {\displaystyle CS} durch die Marktrisikoprämie {\displaystyle MRP} teilt:
{\displaystyle {\frac {CS}{MRP}}}.
Bei BBB gerateten Unternehmen ergibt sich beispielsweise bei einer Kreditlaufzeit von fünf Jahren ein Credit Spread von 1 %. Bei einer Marktrisikoprämie von 6,5 % liegt der Betafaktor demnach bei 0,15. Hieraus ergibt sich eine Ableitung des Betafaktors aus dem Fremdkapital, die Debt-Beta genannt wird (siehe APV-Ansatz). Unter der Annahme einer gleichbleibenden Marktrisikoprämie führt mithin ein höherer Credit Spread zu einem höheren Debt-Beta.